# جزایر ایونی
ناحیه جزایر ایونی (به یونانی: Περιφέρεια Ιονίων Νήσων) یکی از سیزده ناحیه یونان است. این ناحیه شامل منطقهٔ تاریخی جزایر ایونی است، به استثنای جزیرهٔ کیدرا که به ناحیه آتیک تعلق دارد.

## مدیریت
ناحیه جزایر ایونی در اصلاحات مدیریتی سال ۱۹۸۷ تأسیس شد و شامل شهرستان‌های کورفو، کفالونیا و ایداکا، لفکادا و زاکیندوس بود.

با اجرای طرح کالیکراتیس، قدرت و اقتدار این ناحیه افزایش یافت. این ناحیه به همراه ناحیه‌های یونان یونان غربی و پلوپنز توسط هیئت تمرکززدایی پلوپونز، یونان غربی و جزایر ایونی که مقر آن در پاتراس است نظارت می‌شود . مرکز این ناحیه کورفو است و به ۵ واحد تقسیم می‌شود:
- کورفو
- ایداکا
- کفالونیا
- لفکادا
- زاکیندوس

فرماندار جزایر ایونی از ۱ ژانویه ۲۰۱۱، اسپیروس اسپیرو است که در انتخابات شورای محلی نوامبر ۲۰۱۱ از حزب دموکراسی نوین برگزیده شد.